# کوربالا
کوربالا (به لاتین: Korbala) یک منطقهٔ مسکونی در روسیه است که در استان آرخانگلسک واقع شده‌است.